# ريتشارد ريد روجرز
ريتشارد ريد روجرز (بالإنجليزية: Richard Reid Rogers) هو محامي أمريكي، ولد في 4 ديسمبر 1867 في مقاطعة بوربون في الولايات المتحدة، وتوفي في 10 نوفمبر 1949 في ماونت ستيرلينغ في الولايات المتحدة.